# ألان كورك
ألان كورك (بالإنجليزية: Alan Cork)‏ هو مدرب كرة قدم ولاعب كرة قدم بريطاني في مركز الهجوم، ولد في 4 مارس 1959 في دربي في المملكة المتحدة. لعب مع ديربي كاونتي وشيفيلد يونايتد ونادي أوربرو ونادي فولهام ونادي لينكولن سيتي ونادي ويمبلدون.